# 廷寮坑
廷寮坑，是台灣新北市的一個地名，範圍為今土城區東部，大致包括延和里、安和里、平和里、延祿里、延壽里、金城里、峰廷里、延吉里及廷寮里。

## 歷史
台灣清治末期至日治前期，廷寮坑為一街庄，稱為「廷寮坑庄」，隸屬於擺接堡。員林庄北與四汴頭庄、員山仔庄、四十張庄為鄰，東與中坑庄為鄰，南邊為南勢角庄，西邊為清水坑庄。
1920年（日治大正九年），改制為「廷寮坑」大字，隸屬於台北州海山郡土城庄。當時廷寮坑大字下設有「外籐寮坑」、「內籐寮坑」小字名。戰後土城庄改制為土城鄉，隸屬於台北縣，大字亦改制為村。其後土城鄉先後改制為土城市、土城區，村亦於改土城市時期改制為里。由於人口增加，如今廷寮坑地區已細分為9個里。

## 學校
廷寮坑地區境內有安和國小。